# Kaiya Ruiter
Kaiya Ruiter (Ottawa, 13 mei 2006) is een Canadees kunstschaatsster. Op de Olympische Jeugdwinterspelen van 2024 won ze de bronzen medaille in het gemengde team.

## Biografie
Kaiya Ruiter begon op zesjarige leeftijd met kunstschaatsen. In september 2019 debuteerde ze op internationaal niveau bij de junioren en in november 2022 bij de senioren. In september 2024 verhuisde Ruiter naar Toronto om fulltime te trainen onder de welbekende coaches Tracy Wilson en Brian Orser.

## Persoonlijke records
Behaald tijdens ISU-wedstrijden. 
|                     | punten | toernooi              |
| ------------------- | ------ | --------------------- |
| Hoogste totaalscore | 179.92 | 2021 JGP Frankrijk II |
| Hoogste korte kür   | 063.17 | 2021 JGP Frankrijk II |
| Hoogste lange kür   | 118.10 | 2021 JGP Frankrijk I  |

## Belangrijke resultaten
| Kampioenschap                                     | 19/20 | 20/21 | 22/23  | 23/24        | 24/25 |
| ------------------------------------------------- | ----- | ----- | ------ | ------------ | ----- |
| Nationaal kampioenschap                           |       | *     | Zilver | Goud         | 4e    |
| Olympische Jeugdspelen                            |       |       |        | 11e · (team) |       |
| WK junioren                                       | 31e   |       | 10e    | 21e          |       |
| NK junioren                                       | Goud  |       |        |              |       |
| * Afgelast naar aanleiding van de coronapandemie. |       |       |        |              |       |